# Philodendron
Genre
Classification phylogénétique
Philodendron, venant du grec philo qui signifie aime et dendron arbre : qui aime les arbres, est un genre de plantes de la famille des Araceae. Originaire de la forêt tropicale d’Amérique centrale et du sud, la plante poussait à l'origine dans des environnements humides et à l’ombre des arbres, d’où son nom. Cette plante comprend plus de 500 espèces. Cette diversité permet d’observer de nombreux changements aux niveaux de la couleur (vert, jaune, rouge-rose), taille, forme (cœur, pointues, ovales) et également sa manière de pousser (plante grimpante, tombante, etc). Certaines d’entre elles sont connues comme étant des plantes ornementales, d’intérieur ou de bureau.
Le philodendron a besoin d’un endroit lumineux pour se développer mais à l’abri du soleil direct. Il ne demande pas beaucoup d'eau pour survivre et possède des vertus dépolluantes, qui absorbent l'ammoniac ou encore le formaldéhyde ce qui en fait une plante pratique pour les intérieurs.
Il y a des nombreuses symboliques derrière cette plante. Certains disent que la plante est symbolique et reliée à la santé, la prospérité, la gentillesse, la paix ou encore l’amour, notamment à cause de ces couleurs rouge-rose et la forme de ses feuilles. Le peintre Pablo Picasso s'en est d'ailleurs inspiré pour sa sculpture « Femme au jardin ».

## Confusion fréquente

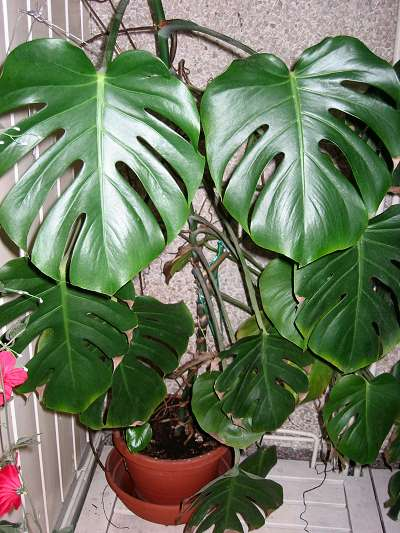
Faux philodendron (Monstera deliciosa).

La plante habituellement commercialisée comme plante d'intérieur sous le nom de « philodendron » ou « philodendron monstera » appartient en fait à l’espèce Monstera deliciosa, aussi appelée communément faux philodendron.

## Liste des espèces
Selon The Plant List au 31 août 2012 :

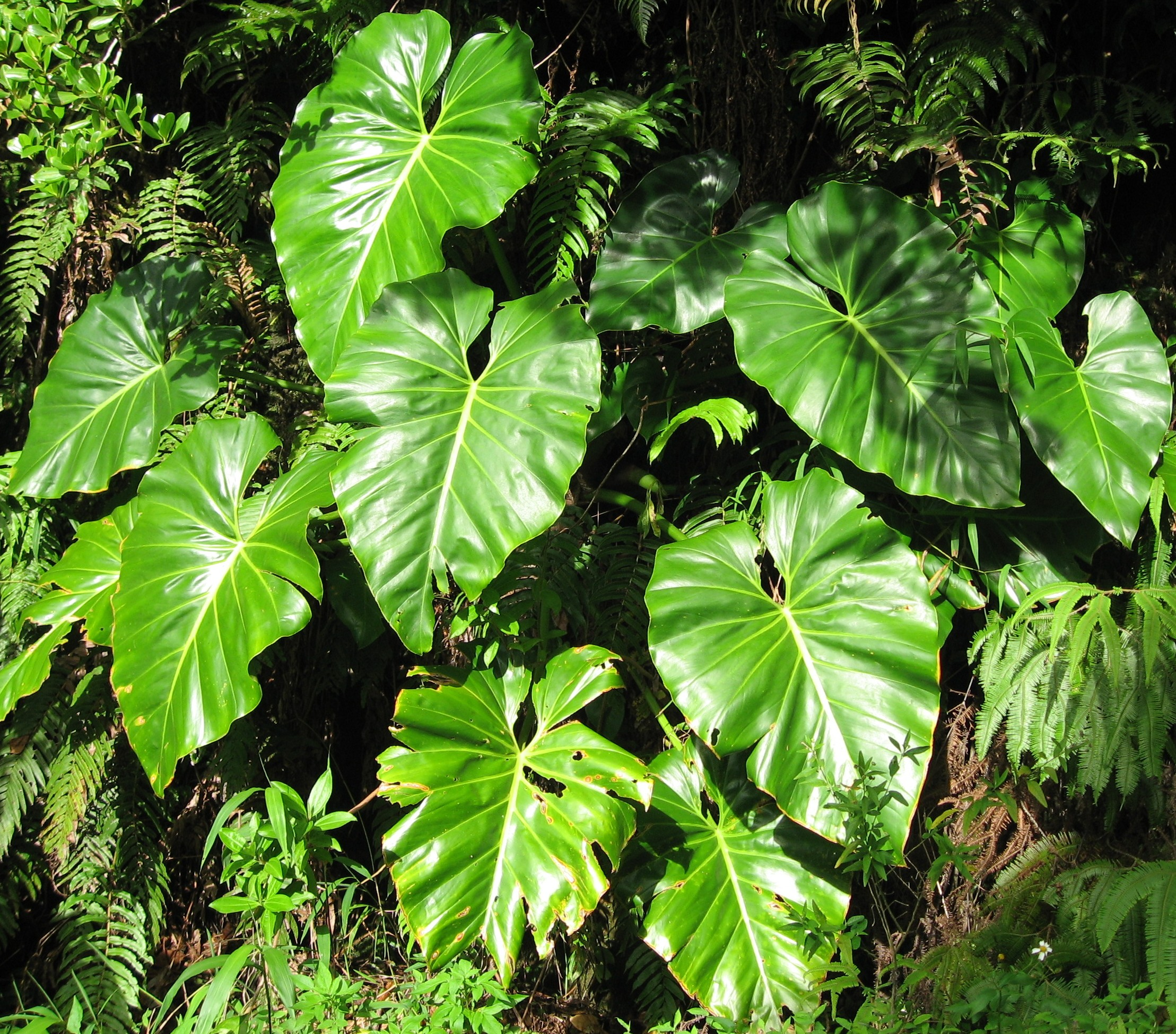
Philodendron giganteum.

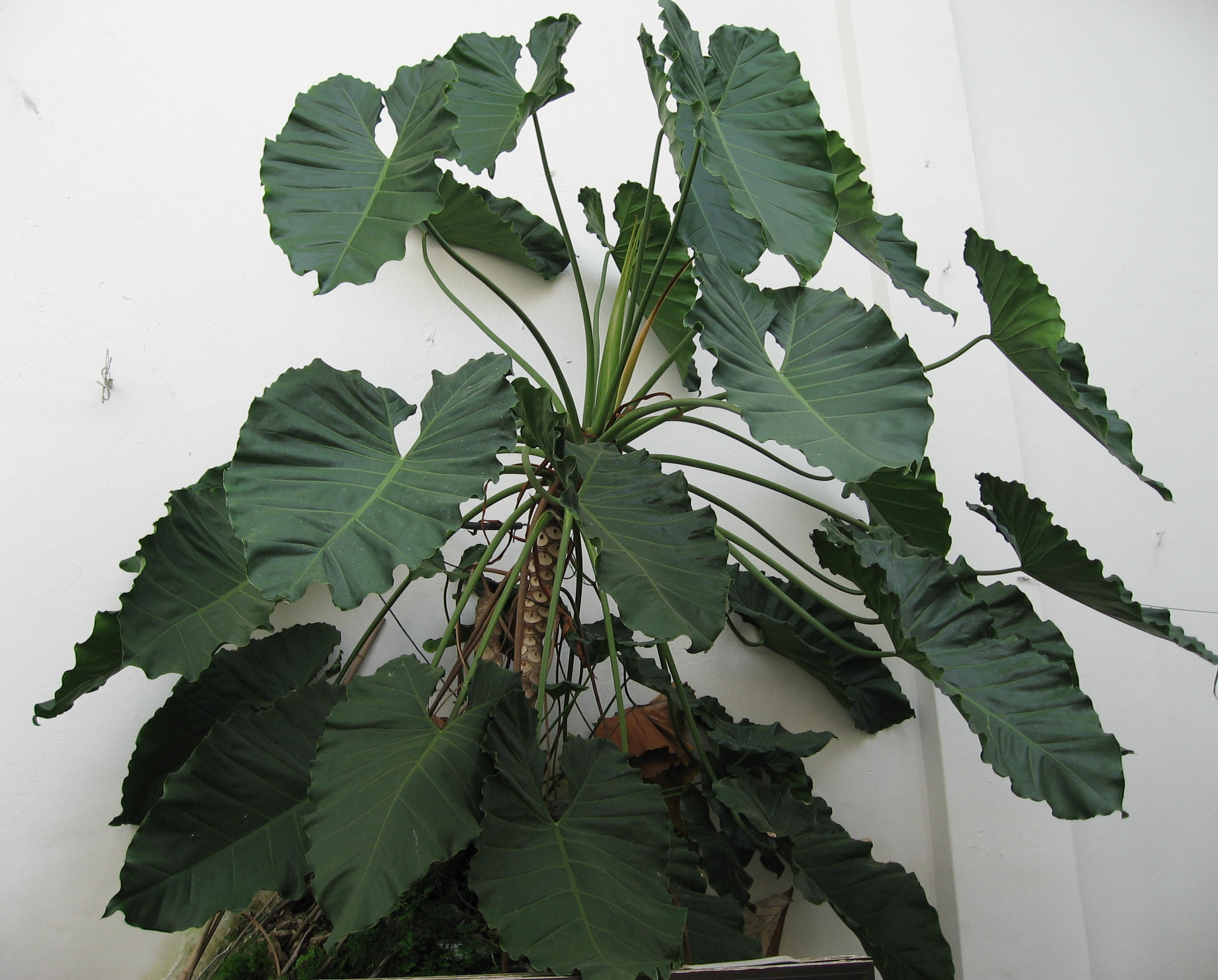
Philodendron speciosum.

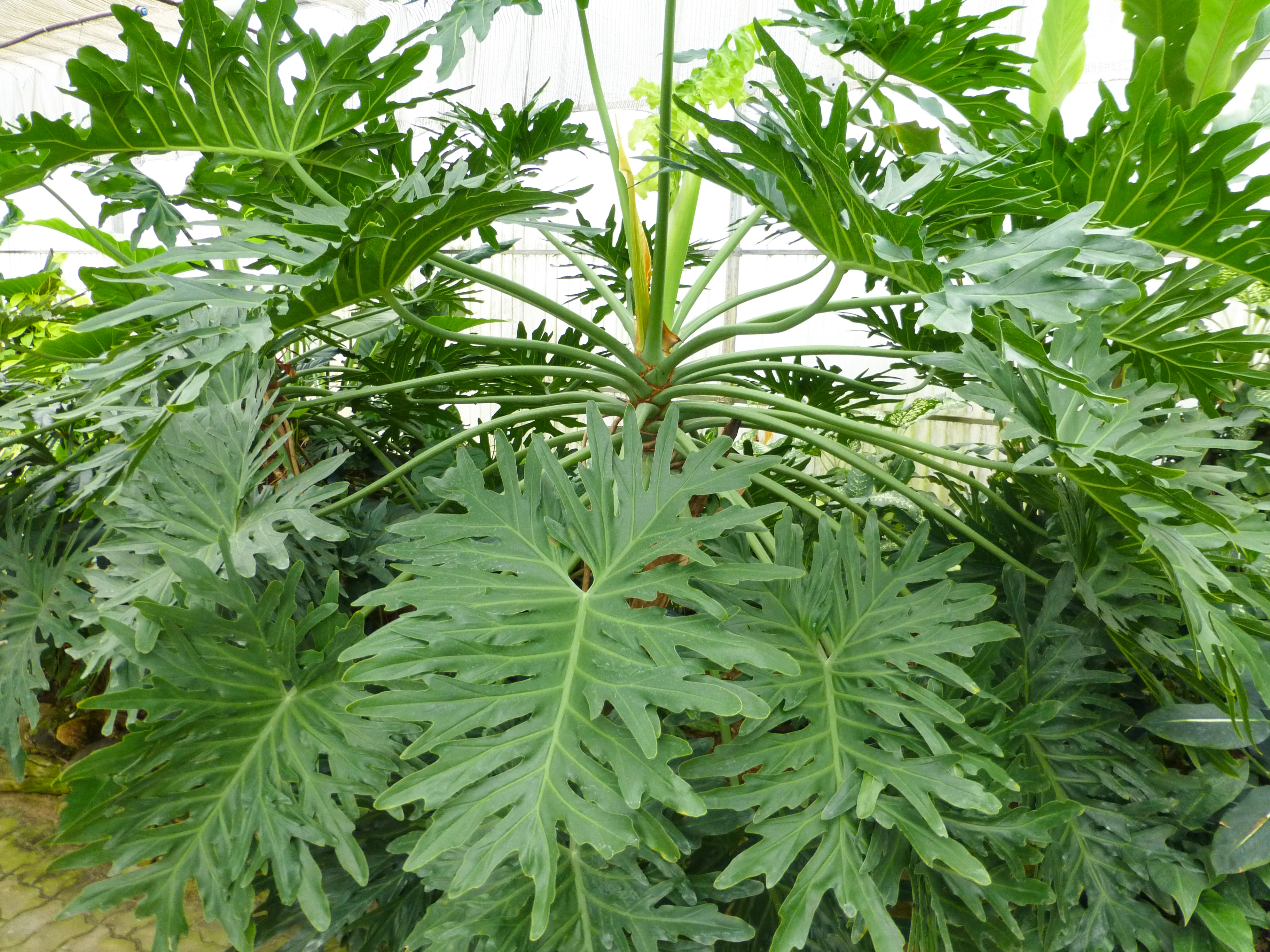
Philodendron bipinnatifidum.

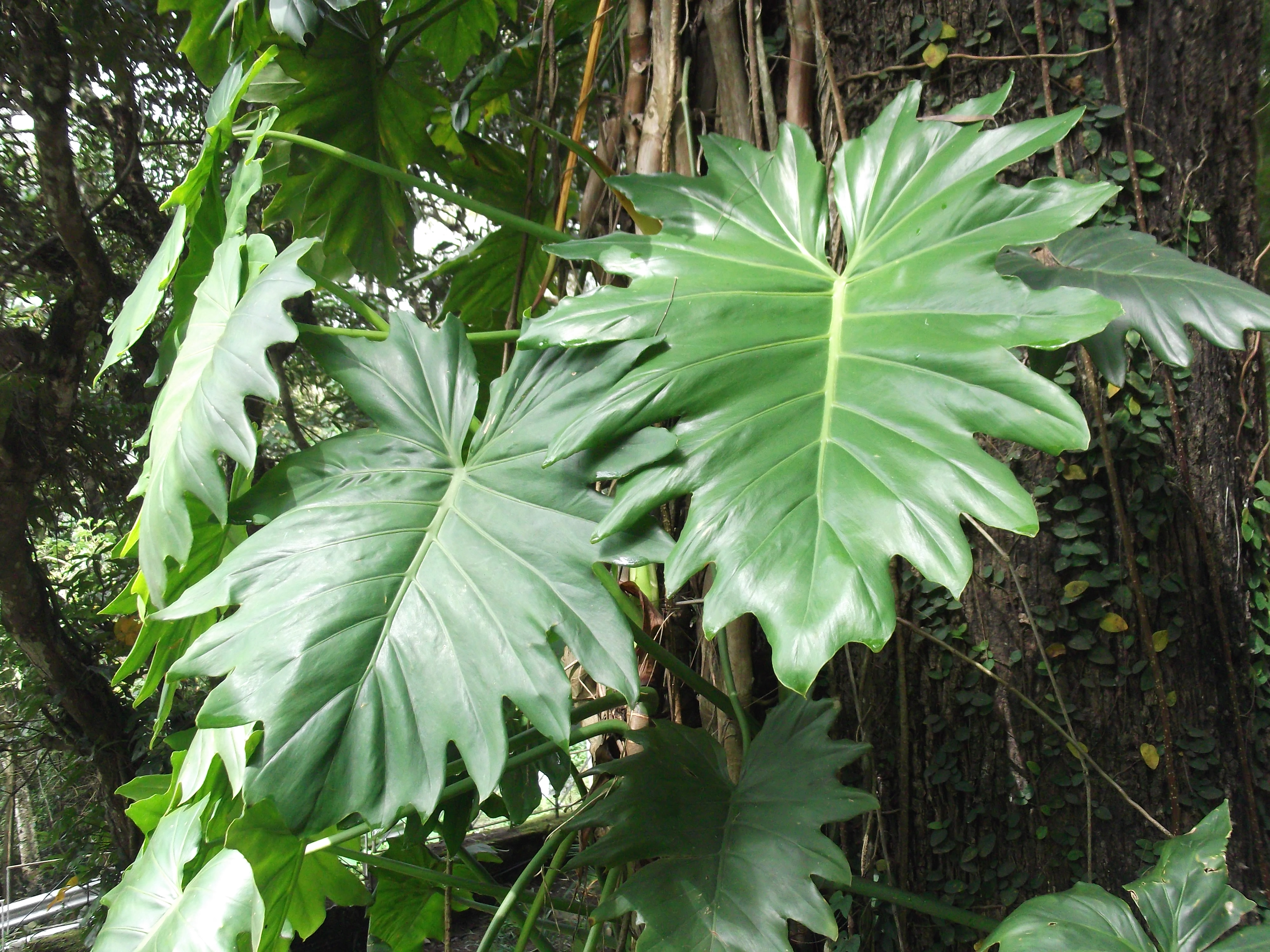
Philodendron lacanus

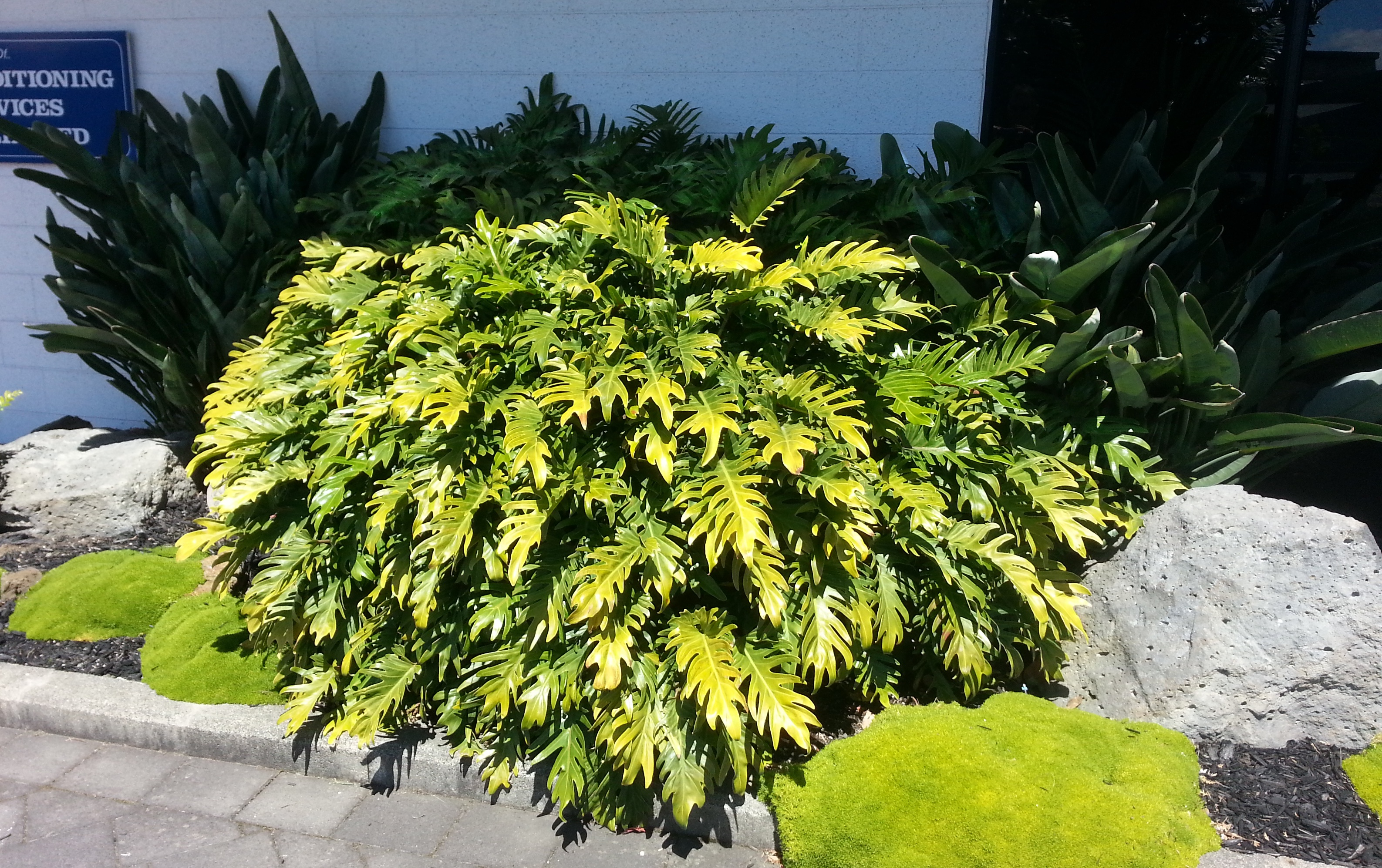
Philodendron xanadu

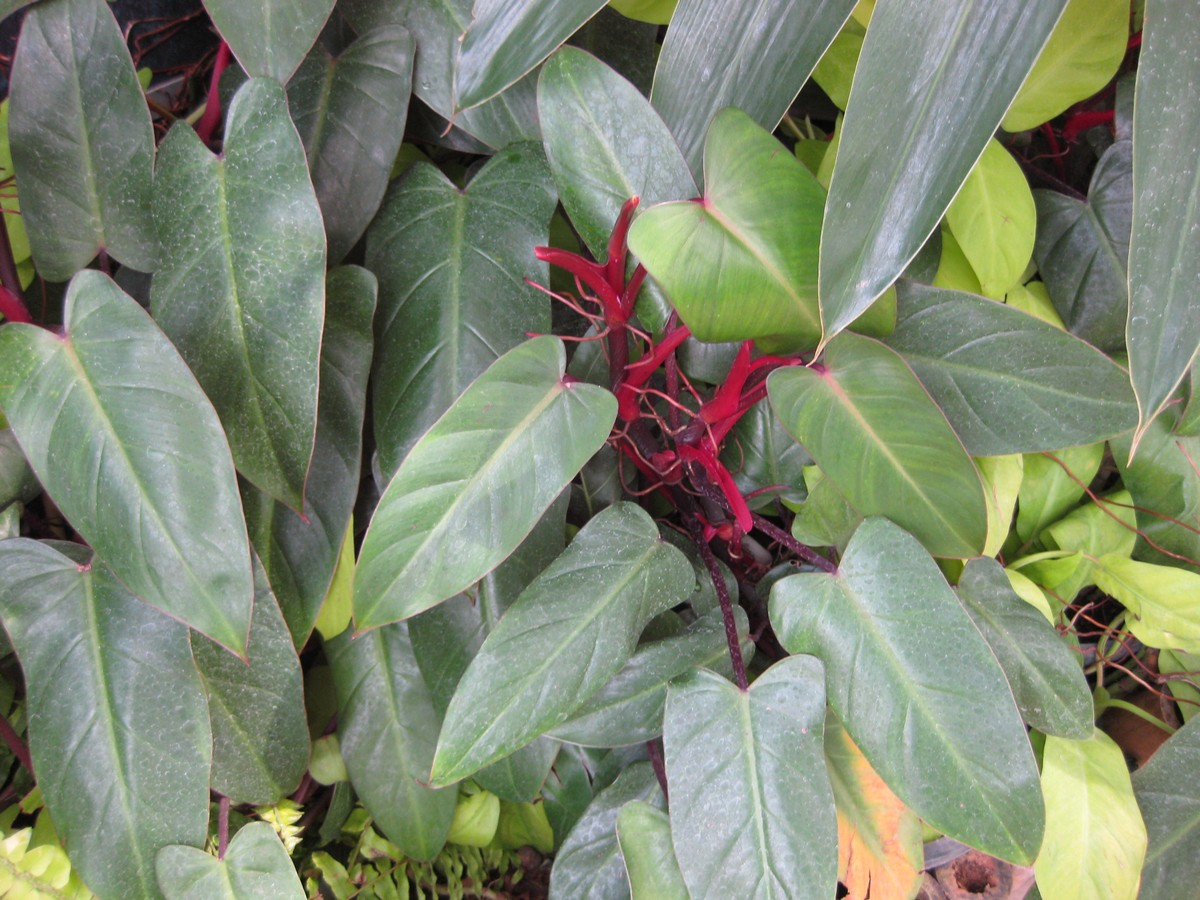
Philodendron erubescens.

- Philodendron acreanum  K.Krause (1913)
- Philodendron acuminatissimum  Engl., (1899)
- Philodendron acutifolium  K.Krause, (1932)
- Philodendron adamantinum Mart. ex Schott , (1856)
- Philodendron adhatodifolium  Schott, (1856)
- Philodendron advena  Schott, (1855)
- Philodendron aemulum  Schott, (1864)
- Philodendron alatum  Poepp. (1845)
- Philodendron albisuccus  Croat, (1997)
- Philodendron alliodorum Croat & Grayum , (1992)
- Philodendron alternans  Schott, (1856)
- Philodendron alticola  Croat & Grayum, (1997)
- Philodendron altomacaense  Nadruz & Mayo, (1998)
- Philodendron amargalense  Croat & M.M.Mora, (2004)
- Philodendron ampamii  Croat, (2005)
- Philodendron amplisinum  G.S.Bunting, (1986)
- Philodendron ampullaceum  G.S.Bunting, (1975)
- Philodendron anaadu  G.S.Bunting, (1986)
- Philodendron ancuashii  Croat, (2005)
- Philodendron angustialatum  Engl., (1905)
- Philodendron angustilobum  Croat & Grayum, (1997)
- Philodendron angustisectum  Engl., (1899)
- Philodendron anisotomum  Schott, (1858)
- Philodendron annulatum  Croat, (1997)
- Philodendron antonioanum  Croat, (1997)
- Philodendron appendiculatum  Nadruz & Mayo, (1998)
- Philodendron applanatum  G.M.Barroso, (1957)
- Philodendron appunii  G.S.Bunting, (1986)
- Philodendron aristeguietae  G.S.Bunting, (1975)
- Philodendron aromaticum  Croat & Grayum, (1997)
- Philodendron asplundii  Croat & M.L.Soares,  (2001)
- Philodendron atabapoense  G.S.Bunting, (1975)
- Philodendron aurantiifolium  Schott, (1858)
  - Philodendron aurantiifolium subsp. aurantiifolium
  - Philodendron aurantiifolium subsp. calderense  (K.Krause) Grayum, (1996)
- Philodendron aurantispadix  Croat, (2010)
- Philodendron aureimarginatum Croat, (2004)
- Philodendron auriculatum Standl. & L. O. Williams (1952)
- Philodendron auritum  Lindl.,  (1853)
- Philodendron auyantepuiense  G.S.Bunting, (1967)
- Philodendron avenium  Grayum & Croat, (2005)
- Philodendron azulitense  Croat, (1986)
- Philodendron bahiense  Engl., (1899)
- Philodendron bakeri  Croat & Grayum, (1997)
- Philodendron balaoanum  Engl., (1899)
- Philodendron barbourii  Croat, (2005)
- Philodendron barrosoanum  G.S.Bunting, (1964)
- Philodendron basii  Matuda, (1962)
- Philodendron basivaginatum  K.Krause, (1932)
- Philodendron baudoense Croat & D.C.Bay, (2008)
- Philodendron beniteziae Croat, (1986)
- Philodendron bernardopazii E.G.Gonç., (2011)
- Philodendron billietiae Croat, (1995)
- Philodendron bipennifolium Schott , (1855)
- Philodendron bipinnatifidum Schott ex Endl. , (1837)
- Philodendron biribiriense Sakuragui & Mayo, (1997)
- Philodendron blanchetianum Schott, (1859)
- Philodendron bogotense Engl., (1905)
- Philodendron borgesii G.S.Bunting, (1986)
- Philodendron brandii Grayum, (1996)
- Philodendron brandtianum K.Krause,  (1913)
- Philodendron brasiliense Engl. ,  (1878)
- Philodendron breedlovei Croat, (1997)
- Philodendron brenesii Standl., (1937)
- Philodendron brent-berlinii Croat, (2005)
- Philodendron brevispathum Schott, (1859)
- Philodendron brewsterense Croat, (1997)
- Philodendron brunneicaule Croat & Grayum, (1997)
- Philodendron buchtienii K.Krause , (1913)
- Philodendron buntingianum Croat, (1986)
- Philodendron burgeri Grayum, (1996)
- Philodendron burle-marxii G.M.Barroso, (1957)
- Philodendron calatheifolium G.S.Bunting, (1986)
- Philodendron callosum K.Krause , (1913).
- Philodendron callosum subsp. callosum
- Philodendron callosum subsp. ptarianum (Steyerm.) G.S.Bunting, (1988)
- Philodendron campii Croat, (2004)
- Philodendron camposportoanum G.M.Barroso, (1956)
- Philodendron canaimae G.S.Bunting, (1986)
- Philodendron canicaule Croat & D.C.Bay, (2008)
- Philodendron cardonii Croat, (2010)
- Philodendron cardosoi E.G.Gonç., (2004)
- Philodendron carinatum E.G.Gonç., (2005)
- Philodendron cataniapoense G.S.Bunting, (1986)
- Philodendron caudatum K.Krause , (1913)
- Philodendron chimantae G.S.Bunting, (1975)
- Philodendron chimboanum Engl., (1899)
- Philodendron chinchamayense Engl., (1905)
- Philodendron chiriquense Croat, (1997)
- Philodendron chirripoense Croat & Grayum, (1997)
- Philodendron chrysocarpum Croat & D.C.Bay, (2008)
- Philodendron cipoense Sakuragui & Mayo, (1997)
- Philodendron clarkei Croat, (2004)
- Philodendron clewellii Croat, (1997)
- Philodendron colombianum R.E.Schult., (1958)
- Philodendron coloradense Croat, (1997)
- Philodendron condorcanquense Croat, (2005)
- Philodendron conforme G.S.Bunting, (1988)
- Philodendron consanguineum Schott , (1856)
- Philodendron consobrinum G.S.Bunting, (1986)
- Philodendron copense Croat, (1997)
- Philodendron corcovadense Kunth, (1841)
- Philodendron cordatum (Vell.) Kunth , (1856)
- Philodendron coriaceum Croat & D.C.Bay, (2008)
- Philodendron correae Croat, (1997)
- Philodendron cotapatense Croat & Acebey, (2005)
- Philodendron cotobrusense Croat & Grayum, (1997)
- Philodendron cotonense Croat & Grayum, (1997)
- Philodendron craspedodromum R.E.Schult., (1964)
- Philodendron crassinervium Lindl. , (1837)
- Philodendron crassispathum Croat & Grayum, (1997)
- Philodendron crassum Rendle, (1901)
- Philodendron cremersii Croat & Grayum, (1994)
- Philodendron cretosum Croat & Grayum, (1997)
- Philodendron croatii Grayum, (1996)
- Philodendron cruentospathum Madison, (1977)
- Philodendron cruentum Poepp. , (1845)
- Philodendron cuneatum Engl., (1885)
- Philodendron curvilobum Schott, (1856)
- Philodendron daniellii Croat & Oberle, (2004)
- Philodendron danteanum G.S.Bunting, (1975)
- Philodendron dardanianum Mayo, (1991)
- Philodendron davidsei G.S.Bunting, (1986)
- Philodendron davidsonii Croat , (1983)
  - Philodendron davidsonii subsp. bocatoranum Croat, (1997)
  - Philodendron davidsonii subsp. davidsonii
- Philodendron deflexum Poepp. ex Schott, (1856)
- Philodendron delascioi G.S.Bunting, (1986)
- Philodendron delinksii Croat & Köster, (2011)
- Philodendron deltoideum Poepp. , (1845)
- Philodendron densivenium Engl., (1905)
- Philodendron devansayeanum L. Linden , (1895)
- Philodendron devianum Croat, (2010)
- Philodendron dioscoreoides Gleason, (1929)
- Philodendron discretivenium Croat & D.C.Bay, (2008)
- Philodendron distantilobum K.Krause , (1913)
- Philodendron divaricatum K.Krause, (1932)
- Philodendron dodsonii Croat & Grayum, (1997)
- Philodendron dolichophyllum Croat, (1997)
- Philodendron dominicalense Croat & Grayum, (1997)
- Philodendron dressleri G.S.Bunting, (1964)
- Philodendron dryanderae Croat & D.C.Bay, (2008)
- Philodendron duckei Croat & Grayum, (1994)
- Philodendron dunstervilleorum G.S.Bunting, (1975)
- Philodendron dussii Engl., (1899)
- Philodendron dwyeri Croat, (1997)
- Philodendron dyscarpium R.E.Schult., (1963)
  - Philodendron dyscarpium var. dyscarpium
  - Philodendron dyscarpium var. ventuarianum G.S.Bunting, (1986)
- Philodendron eburneum K.Krause, (1940)
- Philodendron ecordatum Schott, (1856)
- Philodendron edenudatum Croat, (1997)
- Philodendron edmundoi G.M.Barroso, (1957)
- Philodendron effusilobum Croat, (1986)
- Philodendron elaphoglossoides Schott, (1856)
- Philodendron elegans K.Krause , (1913)
- Philodendron elegantulum Croat & Grayum, (1996)
- Philodendron englerianum Steyerm., (1951)
  - Philodendron englerianum subsp. duidae (Steyerm.) G.S.Bunting, (1988)
  - Philodendron englerianum subsp. englerianum
- Philodendron ensifolium Croat & Grayum , (1992)
  - Philodendron ensifolium subsp. campanense Grayum, (1996)
  - Philodendron ensifolium subsp. colonense Grayum, (1996)
  - Philodendron ensifolium subsp. ensifolium
- Philodendron ernestii Engl., (1905)
- Philodendron erubescens K. Koch & Augustin , (1855)
- Philodendron escuintlense Matuda, (1949)
- Philodendron exile G.S.Bunting, (1986)
- Philodendron eximium Schott , (1853)
- Philodendron fendleri K.Krause , (1913)
- Philodendron ferrugineum Croat , (1997)
- Philodendron fibrillosum Poepp. , (1845)
- Philodendron fibrosum Sodiro ex Croat, (2010)
- Philodendron findens Croat & Grayum, (1997)
- Philodendron flumineum E.G.Gonç., (2000)
- Philodendron folsomii Croat, (1997)
- Philodendron fortunense Croat, (1997)
- Philodendron fragile Nadruz & Mayo, (1998)
- Philodendron fragrantissimum (Hook.) G. Don , (1839)
- Philodendron fraternum Schott, (1859)
- Philodendron furcatum Croat & D.C.Bay, (2008)
- Philodendron giganteum Schott , (1856)
- Philodendron gigas Croat, (1997)
- Philodendron glanduliferum Matuda, (1962)
  - Philodendron glanduliferum subsp. camiloanum Croat, (1986)
  - Philodendron glanduliferum subsp. glanduliferum
- Philodendron glaziovii Hook.f., (1885)
- Philodendron gloriosum André , (1876)
- Philodendron goeldii G.M.Barroso, (1957)
- Philodendron gonzalezii Grayum, (1996)
- Philodendron grandifolium (Jacq.) Schott, (1829)
- Philodendron grandipes K.Krause ,(1913)
- Philodendron granulare Croat, (1997)
- Philodendron graveolens Engl., (1899)
- Philodendron grayumii Croat, (1997)
- Philodendron grazielae G.S.Bunting, (1964)
- Philodendron grenandii Croat, (2010)
- Philodendron guaiquinimae G.S.Bunting, (1986)
- Philodendron gualeanum Engl., (1899)
- Philodendron guianense Croat & Grayum, (1994)
- Philodendron guttiferum Kunth, (1841)
- Philodendron hammelii Croat, (1997)
- Philodendron hastatum K.Koch & Sello, (1855)
- Philodendron hatschbachii Nadruz & Mayo, (1998)
- Philodendron hebetatum Croat, (1997)
- Philodendron hederaceum (Jacq.) Schott , (1829)
  - Philodendron hederaceum var. hederaceum
  - Philodendron hederaceum var. kirkbridei Croat, (1997)
  - Philodendron hederaceum var. oxycardium (Schott) Croat ,(2002)
- Philodendron heleniae Croat, (1997)
  - Philodendron heleniae subsp. amazonense Croat, (2001)
  - Philodendron heleniae subsp. heleniae (1997)
- Philodendron henry-pittieri G.S.Bunting, (1975)
- Philodendron herbaceum Croat & Grayum , (1992)
- Philodendron herthae K.Krause, (1940)
- Philodendron heterocraspedon Croat & D.C.Bay, (2008)
- Philodendron heterophyllum Poepp. , (1845)
- Philodendron heteropleurum K.Krause, (1932)
- Philodendron holstii G.S.Bunting, (1988)
- Philodendron hooveri Croat & Grayum, (1996)
- Philodendron hopkinsianum M.L.Soares & Mayo, (2001)
- Philodendron houlletianum Engl., (1899)
- Philodendron huanucense Engl., (1905)
- Philodendron huashikatii Croat, (2005)
- Philodendron huaynacapacense Croat, (2006)
- Philodendron humile E.G.Gonç., (2002 publ. 2003)
- Philodendron hylaeae G.S.Bunting, (1975)
- Philodendron ichthyoderma Croat & Grayum, (1996)
- Philodendron immixtum Croat, (1997)
- Philodendron inaequilaterum Liebm., (1849)
- Philodendron inconcinnum Schott, (1856)
- Philodendron inops Schott, (1859)
- Philodendron insigne Schott, (1856)
- Philodendron jacquinii Schott , (1856)
- Philodendron jefense Croat, (1997)
- Philodendron jodavisianum G.S.Bunting, (1965)
- Philodendron jonkerorum Croat, (2010)
- Philodendron juninense Engl., (1905)
- Philodendron kautskyi G.S.Bunting, (1987)
- Philodendron killipii K.Krause, (1932)
- Philodendron knappiae Croat, (1997)
- Philodendron krauseanum Steyerm.,  (1951)
- Philodendron kroemeri Croat, (2005)
- Philodendron krugii Engl., (1899)
- Philodendron lacerum (Jacq.) Schott , (1829)
- Philodendron laticiferum Croat & M.M.Mora, (2004)
- Philodendron latifolium K.Koch, (1855)
- Philodendron lazorii Croat, (1997)
- Philodendron leal-costae Mayo & G.M.Barroso, (1979)
- Philodendron lechlerianum Schott, (1860)
- Philodendron lehmannii Engl., (1885)
- Philodendron lemae G.S.Bunting, (1975)
- Philodendron lentii Croat & Grayum, (1997)
- Philodendron leucanthum K.Krause ,  (1913)
- Philodendron leyvae García-Barr., (1962)
- Philodendron liesneri G.S.Bunting, (1986)
- Philodendron ligulatum Schott, Prodr. (1860)
  - Philodendron ligulatum var. heraclioanum Croat, (1997)
  - Philodendron ligulatum var. ligulatum
  - Philodendron ligulatum var. ovatum Croat, (1997)
- Philodendron lindenianum Wallis, (1867)
- Philodendron lindenii Schott, (1856)
- Philodendron linguifolium Schott, (1856)
- Philodendron lingulatum (L.) K. Koch , (1855)
- Philodendron linnaei Kunth, (1841)
  - Philodendron linnaei var. linnaei
  - Philodendron linnaei var. rionegrense G.S.Bunting, (1988)
- Philodendron llanense Croat, (1997)
- Philodendron loefgrenii Engl., (1905)
- Philodendron longilaminatum Schott, (1862)
- Philodendron longipedunculatum Croat & M.M.Mora, (2004)
- Philodendron longipes Engl., (1899)
- Philodendron longirrhizum M.M.Mora & Croat, (2007)
- Philodendron longistilum K.Krause , (1913)
- Philodendron lundii Warm., (1867)
- Philodendron lupinum E.G.Gonç. & J.B.Carvalho, (2008)
- Philodendron macroglossum Schott, (1857)
- Philodendron macropodum K.Krause ,  (1913)
- Philodendron maculatum K.Krause ,  (1913)
- Philodendron madronense Croat, (1997)
- Philodendron maguirei G.S.Bunting, (1975)
- Philodendron malesevichiae Croat, (1997)
- Philodendron mamei André , (1883)
- Philodendron marahuacae G.S.Bunting, (1986)
- Philodendron maroae G.S.Bunting, (1975)
- Philodendron martianum Engl. , (1899)
- Philodendron martini Schott, (1860)
- Philodendron mathewsii Schott, (1859)
- Philodendron mawarinumae G.S.Bunting, (1988)
- Philodendron maximum K.Krause ,  (1913)
- Philodendron mayoi E.G.Gonç., (2000)
- Philodendron mcphersonii Croat, (2010)
- Philodendron megalophyllum Schott, (1860)
- Philodendron melanochrysum Linden & André , (1873)
- Philodendron melinonii Brongn. ex Regel, (1874)
- Philodendron mello-barretoanum Burle-Marx ex G.M.Barroso, (1957)
- Philodendron membranaceum Poepp. , (1845)
- Philodendron merenbergense Croat, (2010)
- Philodendron meridense G.S.Bunting, (1975)
- Philodendron mesae G.S.Bunting, (1975)
- Philodendron mexicanum Engl. ,  (1878)
- Philodendron micranthum Poepp. ex Schott, (1855)
- Philodendron microstictum Standl. & L. O. Williams , (1952)
- Philodendron millerianum Nadruz & Sakur., (2008)
- Philodendron minarum Engl. ,  (1878)
- Philodendron misahualliense Croat & Cerón, (2010)
- Philodendron missionum (Hauman) Hauman, (1928)
- Philodendron modestum Schott, (1855)
- Philodendron monsalveae Croat & D.C.Bay, (2008)
- Philodendron montanum Engl., (1885)
- Philodendron moonenii Croat, (2004)
- Philodendron morii Croat, (1997)
- Philodendron multinervum G.S.Bunting, (1986)
- Philodendron multispadiceum Engl., (1899)
- Philodendron muricatum Schott, Oesterr. (1854)
- Philodendron musifolium Engl., (1905)
- Philodendron myrmecophilum Engl., (1905)
- Philodendron nanegalense Engl., (1905)
- Philodendron narinoense Croat, (2010)
- Philodendron nebulense G.S.Bunting, (1988)
- Philodendron ninoanum Croat & D.C.Bay, (2008)
- Philodendron niqueanum Croat, 1997)
- Philodendron nullinervium E.G.Gonç., (2002 publ. 2003)
- Philodendron oblanceolatum Croat & D.C.Bay, (2008)
- Philodendron obliquifolium Engl., (1905)
- Philodendron oblongum (Vell.) Kunth, (1841)
- Philodendron obtusilobum Miq., (1853)
- Philodendron ochrostemon Schott, (1860)
- Philodendron oligospermum Engl., (1905)
- Philodendron opacum Croat & Grayum , (1992)
- Philodendron orionis G.S.Bunting, (1986)
- Philodendron ornatum Schott , (1853)
- Philodendron pachycaule K.Krause ,(1913)
- Philodendron pachyphyllum K.Krause , (1913)
- Philodendron palaciosii Croat & Grayum, (2005)
- Philodendron paludicola E.G.Gonç. & Salviani, (2002 publ. 2003)
- Philodendron panamense K.Krause , (1913)
- Philodendron panduriforme
- Philodendron panduriforme (Kunth) Kunth, (1841)
  - Philodendron panduriforme var. panduriforme
  - Philodendron panduriforme var. reichenbachianum (Schott) Croat, (1986)
- Philodendron parvilobum Croat, (2005)
- Philodendron pastazanum K.Krause, (1940)
- Philodendron patriciae Croat, (2010)
- Philodendron paucinervium Croat, (2004)
- Philodendron paxianum K.Krause , (1913)
- Philodendron pedatum (Hook.) Kunth , (1841)
- Philodendron pedunculum Croat & Grayum, (2005)
- Philodendron peperomioides G.S.Bunting, (1988)
- Philodendron peraiense G.S.Bunting, (1986)
- Philodendron perplexum G.S.Bunting, (1986)
- Philodendron phlebodes G.S.Bunting, (1975)
  - Philodendron phlebodes var. kermesinum G.S.Bunting, (1988)
  - Philodendron phlebodes var. phlebodes
- Philodendron pimichinese G.S.Bunting, (1975)
- Philodendron pinnatifidum (Jacq.) Schott , (1829)
- Philodendron pinnatilobum Engl. ,  (1878)
- Philodendron pipolyi Croat, (2010)
- Philodendron pirrense Croat, (1997
- Philodendron placidum Schott, (1859)
- Philodendron planadense Croat, (2010)
- Philodendron platypetiolatum Madison, (1977)
- Philodendron platypodum Gleason, (1929)
- Philodendron pogonocaule Madison, (1977)
- Philodendron polliciforme Croat & D.C.Bay, (2008)
- Philodendron popenoei Standl. & Steyerm., (1940)
- Philodendron populneum K.Koch ex Schott, (1860)
- Philodendron prominulinervium Croat, (2010)
- Philodendron propinquum Schott, (1856)
- Philodendron pseudauriculatum Croat, (1997)
- Philodendron pseudoundulatum Grau, (1983)
- Philodendron pteropus Mart. ex Engl. ,  (1879)
- Philodendron pterotum K.Koch & Augustin, (1855)
- Philodendron puhuangii Croat, (2010)
- Philodendron pulchellum Engl., (1905)
- Philodendron pulchrum G.M.Barroso, (1957)
- Philodendron purpureoviride Engl., (1899)
- Philodendron purulhense Croat, (1997)
- Philodendron pusillum E.G.Gonç. & Bogner, (2004)
- Philodendron quinquelobum K.Krause , (1913)
- Philodendron quinquenervium Miq., (1853)
- Philodendron quitense Engl., (1905)
- Philodendron radiatum Schott , (1853)
  - Philodendron radiatum var. pseudoradiatum (Matuda) Croat, (1997)
  - Philodendron radiatum var. radiatum
- Philodendron rayanum Croat & Grayum, (1996)
- Philodendron recurvifolium Schott , (1862)
- Philodendron remifolium R.E.Schult., (1964)
  - Philodendron remifolium subsp. remifolium
  - Philodendron remifolium subsp. sabulosum (G.S.Bunting) G.S.Bunting, (1988)
- Philodendron renauxii Reitz , (1957)
- Philodendron reticulatum Grayum, (2005)
- Philodendron rhizomatosum Sakuragui & Mayo, (1997)
- Philodendron rhodoaxis G.S.Bunting, (1975)
  - Philodendron rhodoaxis subsp. lewisii Croat & Grayum, (1996)
  - Philodendron rhodoaxis subsp. rhodoaxis
- Philodendron rhodospathiphyllum Croat & D.C.Bay, (2008)
- Philodendron ricardoi E.G.Gonç., (2011)
- Philodendron rigidifolium K.Krause , (1913)
- Philodendron rigidifolium subsp. rigidifolium
- Philodendron rigidifolium subsp. sanctae-ritae Grayum, (1996)
- Philodendron rimachii Croat, (2006)
- Philodendron riparium Engl., (1905)
- Philodendron robustum Schott , (1865)
- Philodendron rodrigueziae Croat & Grayum, (1996)
- Philodendron roezlii W.Bull, (1872)
- Philodendron rojasianum Standl. & Steyerm., (1943)
- Philodendron romeroi Grayum, (1996)
- Philodendron roraimae K.Krause , (1913)
- Philodendron roraimae subsp. aracamuniense G.S.Bunting, (1989)
- Philodendron roraimae var. roraimae
- Philodendron roseocataphyllum Croat & M.M.Mora, (2004)
- Philodendron roseopetiolatum Nadruz & Mayo, (1998)
- Philodendron roseospathum Croat, (1997)
- Philodendron roseospathum var. angustilaminatum Croat, (1997)
- Philodendron roseospathum var. roseospathum
- Philodendron rothschuhianum (Engl.) Croat & Grayum, (1987)
- Philodendron rubrocinctum Engl., (1899).
- Philodendron rubromaculatum Croat & D.C.Bay, (2008)
- Philodendron rudgeanum Schott, (1856)
- Philodendron rugosum Bogner & G.S.Bunting, (1983)
- Philodendron ruizii Schott, (1854)
- Philodendron sagittifolium Liebm. , (1849)
- Philodendron samayense G.S.Bunting, (1988)
- Philodendron santodominguense G.S.Bunting, (1975)
- Philodendron saxicola K.Krause , (1913)
- Philodendron scalarinerve Croat & Grayum, (1997)
- Philodendron scherberichii Croat & M.M.Mora, (2007)
- Philodendron schottianum H.Wendl. ex Schott, (1865)
- Philodendron schottii K.Koch , (1864)
  - Philodendron schottii subsp. schottii
  - Philodendron schottii subsp. talamancae (Engl.) Grayum, (1996)
- Philodendron scitulum G.S.Bunting, (1988)
- Philodendron scottmorianum Croat & Moonen, (2007)
- Philodendron seguine Schott, (1859)
  - Philodendron seguine subsp. lingua-bovis Grayum, (1996)
  - Philodendron seguine subsp. seguine
- Philodendron senatocarpium Madison, (1977)
- Philodendron serpens Hook.f., (1878)
- Philodendron silverstonei Croat, (2010)
- Philodendron simmondsii Mayo, (1981)
- Philodendron simonianum Sakur., (2001)
- Philodendron simsii (Hook.) Sweet ex Kunth, (1841)
- Philodendron simulans G.S.Bunting, (1988)
- Philodendron smithii Engl., (1899)
- Philodendron solimoesense A.C.Sm., (1939)
- Philodendron sonderianum Schott, (1857)
- Philodendron sousae Croat, (1997)
- Philodendron sparreorum Croat, (2004)
- Philodendron speciosum Schott , (1837)
- Philodendron sphalerum Schott , (1860)
- Philodendron spiritus-sancti G.S.Bunting, (1987)
- Philodendron splitgerberi Schott, (1860)
- Philodendron spruceanum G.S.Bunting, (1975)
- Philodendron squamicaule Croat & Grayum, (1997)
- Philodendron squamiferum Poepp. , (1845)
- Philodendron squamipetiolatum Croat, (1997)
- Philodendron standleyi Grayum , (1992)
- Philodendron stenolobum E.G.Gonç., (2002 publ. 2003)
- Philodendron stenophyllum K.Krause , (1913)
- Philodendron steyermarkii G.S.Bunting, (1975)
- Philodendron straminicaule Croat, (1997)
- Philodendron striatum Croat & D.C.Bay, (2008)
- Philodendron strictum G.S.Bunting, (1986)
- Philodendron suberosum Croat & D.C.Bay, (2008)
- Philodendron subhastatum K.Krause , (1913)
- Philodendron subincisum Schott, (1859)
- Philodendron sucrense G.S.Bunting, (1986)
- Philodendron sulcatum K.Krause ,  (1913)
- Philodendron sulcicaule Croat, (1997)
- Philodendron surinamense (Miq.) Engl. , (1879)
- Philodendron swartiae Croat, (2005)
- Philodendron tachirense G.S.Bunting, (1986)
- Philodendron tarmense Engl., (1905)
- Philodendron tatei K.Krause, (1931)
  - Philodendron tatei subsp. melanochlorum (G.S.Bunting) G.S.Bunting, (1986)
  - Philodendron tatei subsp. tatei
- Philodendron tenue K.Koch & Augustin, (1855)
- Philodendron tenuipes Engl., (1905)
- Philodendron tenuispadix E.G.Gonç., (2002 publ. 2003)
- Philodendron teretipes Sprague, (1916)
- Philodendron thalassicum Croat & Grayum, (1997)
- Philodendron thaliifolium Schott, (1856)
- Philodendron tortum M.L.Soares & Mayo, (2001)
- Philodendron toshibae M.L.Soares & Mayo, (2001)
- Philodendron traunii Engl., (1905)
- Philodendron triangulare G.S.Bunting, (1986)
- Philodendron tricostatum Croat & D.C.Bay, (2008)
- Philodendron tripartitum (Jacq.) Schott , (1829)
- Philodendron triplum G.S.Bunting, Ann. Missouri Bot. Gard. 76: 917 (1989)
- Philodendron trojitense Croat & D.C.Bay, Novon 18: 450 (2008)
- Philodendron trujilloi G.S.Bunting, Acta Bot. Venez. 10: 313 (1975)
- Philodendron tuerckheimii Grayum, Syst. Bot. Monogr. 47: 174 (1996)
- Philodendron tweedieanum Schott, Bonplandia (Hannover) 7: 29 (1859)
- Philodendron tysonii Croat, (1997)
- Philodendron ubigantupense Croat, (1997)
- Philodendron uleanum Engl., (1905)
- Philodendron uliginosum Mayo, (1991)
- Philodendron undulatum Engl. ,  (1879)
- Philodendron urraoense Croat, (2010)
- Philodendron ushanum Croat & Moonen, (2006)
- Philodendron utleyanum Croat, (1997)
- Philodendron validinervium Engl., (1905)
- Philodendron vargealtense Sakuragui, (2001)
- Philodendron variifolium Schott, (1856)
- Philodendron venezuelense G.S.Bunting, (1975)
- Philodendron venosum (Willd. ex Schult. & Schult.f.) Croat, (1986)
- Philodendron ventricosum Madison, (1977)
- Philodendron venulosum Croat & D.C.Bay, (2008)
- Philodendron venustifoliatum E.G.Gonç. & Mayo, (2000)
- Philodendron venustum G.S.Bunting, (1975)
- Philodendron verapazense Croat, (1997)
- Philodendron verrucapetiolum Croat, (2010)
- Philodendron verrucosum L. Mathieu ex Schott , (1856)
- Philodendron victoriae G.S.Bunting, Phytologia 60: 333 (1986)
- Philodendron vinaceum G.S.Bunting, Acta Bot. Venez. 10: 317 (1975)
- Philodendron viride Engl., Bot. Jahrb. Syst. 26: 540 (1899)
- Philodendron wadedavisii Croat, Willdenowia 36: 893 (2006)
- Philodendron wallisii Regel ex Engl., Bot. Jahrb. Syst. 26: 543 (1899)
- Philodendron warszewiczii K.Koch & C.D.Bouché, 1855
- Philodendron warscewiczii K. Koch & C. D. Bouché , (1855)
- Philodendron weberbaueri Engl., (1905)
- Philodendron wendlandii Schott , (1860)
- Philodendron werkhoveniae Croat, (2004)
- Philodendron wilburii Croat & Grayum, (1997)
- Philodendron wilburii var. longipedunculatum Croat & Grayum, (1997)
- Philodendron wilburii var. wilburii
- Philodendron williamsii Hook.f., (1871)
- Philodendron wittianum Engl., (1905)
- Philodendron woronowii K.Krause, (1930)
- Philodendron wullschlaegelii Schott, (1856)
- Philodendron wurdackii G.S.Bunting, (1986)
- Philodendron xanadu Croat, Mayo & J.Boos, (2002 publ. 2003)
- Philodendron yavitense G.S.Bunting, (1986)
- Philodendron yutajense G.S.Bunting, (1988)
- Philodendron zhuanum Croat, (1997)

## Espèces aux noms obsolètes et leurs taxons de référence
(en cours)
- Philodendron brevinodum devenu Monstera tuberculata